# بانی میلینگ
بانی میلینگ (انگلیسی: Bonnie Mealing; ۲۸ ژوئیهٔ ۱۹۱۲ – ۱ ژانویهٔ ۲۰۰۲) شناگر اهل استرالیا بود.
وی در مسابقات کشوری و بین‌المللی در مجموع برندهٔ ۱ مدال نقره شده‌است.